# Nessuno si salva da solo
Pour plus de détails, voir Fiche technique et Distribution.
Nessuno si salva da solo est un film dramatique italien,  réalisé par Sergio Castellitto en 2015.
Le scénario est inspiré d'un roman du même nom écrit par Margaret Mazzantini. Le film a reçu trois nominations au  David di Donatello 2015, pour le meilleur acteur, la meilleure actrice et la meilleure chanson originale (Ellis).

## Synopsis
Gaetano et Delia s'étaient rencontrés et mariés alors qu'ils étaient très jeunes. La naissance des enfants, les disputes, l'avortement de leur troisième enfant ont fini par mettre en crise le couple. Gaetano surchargé par le travail ne s'occupe pas des enfants et au moment de la séparation, Delia est au bord de l'anorexie et sa frustration retombe sur son fils Cosmo.
Gaetano et Delia est désormais un couple séparé qui se retrouve à la table d'un restaurant. Sur des apparences détachées ils discutent des projets de vacances de leurs enfants Cosmo et Nico, qui vivent avec leur mère Delia.
Quand le repas touche à sa fin, Vito et Lea un couple âgé et qui a entendu la conversation s'approche. Le couple semble encore très amoureux, mais Vito dit être atteint par le cancer et demande aux deux jeunes de prier pour lui, expliquant que  «nessuno si salva da solo» (Personne ne peut se sauver tout seul).

## Fiche technique
- Réalisation :	Sergio Castellitto
- Scénario : Margaret Mazzantini
- Sujet : Margaret Mazzantini
- Producteur : Marco Cohen, Fabrizio Donvito, Benedetto Habib, Mario Gianani, Lorenzo Mieli
- Maison de Production : Indiana Production Company, Wildside, Alien Produzioni, Rai Cinema
- Distribution (Italie) : Universal Pictures Italia
- Photographie : Gianfilippo Corticelli
- Montage : Chiara Vullo
- Musique : Arturo Annecchino
- Scénographie : Luca Merlini
- Costumes : Patrizia Chierconi
- Date de sortie : 2015

## Distribution
- Riccardo Scamarcio : Gaetano
- Jasmine Trinca : Delia
- Roberto Vecchioni : Vito
- Ángela Molina : Lea
- Anna Galiena : Viola
- Eliana Miglio : Serena
- Marina Rocco : Matilde
- Massimo Bonetti : Luigi
- Massimo Ciavarro : Fulvio

## Reconnaissances
- David di Donatello 2015 :
  - Nomination David di Donatello de la meilleure actrice : Jasmine Trinca
  - Nomination David di Donatello du meilleur acteur : Riccardo Scamarcio
  - Nomination David di Donatello per la meilleure chanson originale (Ellis) : Arturo Annecchino (it), interprétée par Costanza Cutaia et Martina Sciucchino.
- Nastri d'argento 2015 : 
  - Nomination Ruban d'argent de la meilleure actrice : Jasmine Trinca
  - Nomination Ruban d'argent du meilleur acteur : Riccardo Scamarcio